# 庫克斯敦 (新澤西州)
庫克斯敦（英語：Cookstown）是位於美國新澤西州伯靈頓縣的普查規定居民點。

## 人口
根據2020年美國人口普查的數據，庫克斯敦的面積為6.52平方千米，當中陸地面積為6.47平方千米，而水域面積為0.05平方千米。當地共有人口900人，而人口密度為每平方千米138.04人。